# Anders Rønnow Klarlund
Anders Rønnow Klarlund (født 28. maj 1971) er en dansk filminstruktør og forfatter. Siden 2010 har han udgivet bøger under pseudonymet A.J. Kazinski sammen med Jacob Weinreich på Politikens Forlag.

## Filmografi
- Den attende (1996)
- Besat (1999)
- Ved verdens ende (2000)
- Strings (2004)
- Hvordan vi slipper af med de andre (2007)
- The Secret Society Of Fine Arts (2012)

Desuden har han instrueret nogle episoder af tv-serien TAXA.